# DVD-ROM
DVD-ROM là một định dạng đĩa có độ tải cao, thường được sử dụng để truyền hình ảnh có hình ảnh cao gấp 3 lần định dạng đĩa DVD truyền thống.

## Bảng tốc độ đọc và truyền dữ liệu của đĩa DVD-ROM
| Tốc độ trên nhãn (DVD-ROM) (Max, nếu CAV)                                                                    | Thời gian đọc đĩa DVD một lớp (nếu CLV) | Thời gian đọc đĩa DVD hai lớp (nếu CLV) | Tốc độ truyền dữ liệu (Max. Nếu CAV) | Tốc độ đọc thực tế DVD nhỏ nhất nếu CAV) | Tốc độ truyền dữ liệu nhỏ nhất nếu CAV | Tốc độ đọc thực tế nếu CAV | Tốc độ truyền dữ liệu thực tế nếu CAV | Vận tốc dài lớn nhất | Vận tốc dài lớn nhất | Tốc độ quay đĩa một lớp (Nhỏ nhất nếu CLV; lớn nhất nếu CAV) | Tốc độ quay đĩa một lớp (Max. Nếu CLV) | Ứng với tốc độ thông thường đĩa CD-ROM |
| X | (phút)                                  | (phút)                                  | (Bps)                                | X                                        | (Bps)                                  | X                          | (Bps)                                 | (m/sec)              | (mph)                | (rpm)                                                        | (rpm)                                  | X                                      |
| --- | --------------------------------------- | --------------------------------------- | ------------------------------------ | ---------------------------------------- | -------------------------------------- | -------------------------- | ------------------------------------- | -------------------- | -------------------- | ------------------------------------------------------------ | -------------------------------------- | -------------------------------------- |
| 1x | 56,5                                    | 51,4                                    | 1.384.615                            | 0,4x                                     | 553.846                                | 0,7x                       | 969.231                               | 3,5                  | 7,8                  | 570                                                          | 1.515                                  | 2,7x                                   |
| 2x | 28,3                                    | 25,7                                    | 2.769.231                            | 0,8x                                     | 1.107.692                              | 1,4x                       | 1.938.462                             | 7,0                  | 15,6                 | 1.139                                                        | 3.030                                  | 5,4x                                   |
| 4x | 14,1                                    | 12,8                                    | 5.538.462                            | 1,7x                                     | 2.353.846                              | 2,9x                       | 3.946.154                             | 14,0                 | 31,2                 | 2.279                                                        | 6.059                                  | 11x                                    |
| 6x | 9,4                                     | 8,6                                     | 8.307.692                            | 2,5x                                     | 3.461.538                              | 4,3x                       | 5.884.615                             | 20,9                 | 46,8                 | 3.418                                                        | 9.089                                  | 16x                                    |
| 8x | 7,1                                     | 6,4                                     | 11.076.923                           | 3,3x                                     | 4.569.231                              | 5,7x                       | 7.823.077                             | 27,9                 | 62,5                 | 4.558                                                        | 12.119                                 | 21x                                    |
| 10x | 5,7                                     | 5,1                                     | 13.846.154                           | 4,1x                                     | 5.676.923                              | 7,1x                       | 9.761.538                             | 34,9                 | 78,1                 | 5.697                                                        | 15.149                                 | 27x                                    |
| 12x | 4,7                                     | 4,3                                     | 16.615.385                           | 5,0x                                     | 6.923.077                              | 8,5x                       | 11.769.231                            | 41,9                 | 93,7                 | 6.836                                                        | 18.178                                 | 32x                                    |
| 16x | 3,5                                     | 3,2                                     | 22.153.846                           | 6,6x                                     | 9.138.462                              | 11,3                       | 15.646.154                            | 55,8                 | 124,9                | 9.115                                                        | 24.238                                 | 43x                                    |
| 20x | 2,8                                     | 2,6                                     | 27.692.308                           | 8,3x                                     | 11.492.308                             | 14,2                       | 19.592.308                            | 69,8                 | 156,1                | 11.394                                                       | 30.297                                 | 54x                                    |
| 24x | 2,4                                     | 2,1                                     | 33.230.769                           | 9,9x                                     | 13.707.692                             | 17,0                       | 23.469.231                            | 83,8                 | 187,4                | 13.673                                                       | 36.357                                 | 64x                                    |
| 32x | 1,8                                     | 1,6                                     | 44.307.692                           | 13,2x                                    | 18.276.923                             | 22,6                       | 31.292.308                            | 111,7                | 249,8                | 18.230                                                       | 48.476                                 | 86x                                    |
| 40x | 1,4                                     | 1,3                                     | 55.384.615                           | 16,6x                                    | 22.984.615                             | 28,3                       | 39.184.615                            | 139,6                | 312,3                | 22.788                                                       | 60.595                                 | 107x                                   |
| 48x | 1,2                                     | 1,1                                     | 66.461.538                           | 19,9x                                    | 27.553.846                             | 34,0                       | 47.007.692                            | 167,5                | 374,7                | 27.345                                                       | 72.714                                 | 129x                                   |
| 50x | 1,1                                     | 1,0                                     | 69.230.769                           | 20,7x                                    | 28.661.538                             | 35,4                       | 48.946.154                            | 174,5                | 390,3                | 28.485                                                       | 75.743                                 | 134x                                   |
| Chú thích: CAV (Constant Angular Velocity): Vận tốc góc không thay đổi. CLV: (Constant Linear Velocity): Vận |                                         |                                         |                                      |                                          |                                        |                            |                                       |                      |                      |                                                              |                                        |                                        |

### Sách
- Taylor, Jim (2001). DVD Demystified (ấn bản thứ 2). McGraw-Hill. doi:10.1036/007138944X. ISBN 0-07-138944-X.